# Beaver Township (comté de Boone, Iowa)
Pour les articles homonymes, voir Beaver Township et Beaver.
Beaver Township est un township, du comté de Boone en Iowa, aux États-Unis,.
Le township est fondé en 1871 : il est nommé en référence à Beaver Creek. Beaver, en français, signifie castor.

## Source de la traduction
- (en) Cet article est partiellement ou en totalité issu de l’article de Wikipédia en anglais intitulé « Beaver Township, Boone County, Iowa » (voir la liste des auteurs).